# Wierzbica
Wierzbica [pronunciación en polaco: /vjɛʐˈbit͡sa/] es un pueblo en el distrito administrativo de Gmina Leśniowice, dentro del condado de Chełm, voivodato de Lublin, en el este de Polonia.